# تاكاهيرو كوجا
تاكاهيرو كوجا (باليابانية: 古賀貴大) هو لاعب كرة قدم ياباني، ولد في 1999 في ساغا في اليابان. لعب مع V-Varen Nagasaki ‏.

## وصلات خارجية
- تاكاهيرو كوجا على موقع رابطة كرة القدم اليابانية للمحترفين (اليابانية)
- تاكاهيرو كوجا على موقع قاعدة بيانات كرة القدم.إي يو (الإنجليزية)
- تاكاهيرو كوجا على موقع Soccerway.com (الإنجليزية)
- تاكاهيرو كوجا على موقع عالم كرة القدم.نت (الإنجليزية)